# Fra London til Lofoten
Fra London til Lofoten är en norsk svartvit dokumentärfilm från 1946. Filmen skildrar Tysklands invasion av Norge och dess efterspel.